# 西黑文 (特拉華州)
西黑文（英語：West Haven）是位於美國特拉華州紐卡斯爾縣的一個非建制地區。該地的面積和人口皆未知。

## 地理
西黑文的座標為39°45′35″N 75°35′29″W / 39.75972°N 75.59139°W，而該地的平均海拔高度為56米（即184英尺）。